# هجوم الربيع
هجوم الربيع لعام 1918، أو بالألمانية Kaiserschlacht («معركة القيصر»)، والمعروف أيضًا باسم هجوم لودندورف، هو سلسلة من الهجمات الألمانية على امتداد الجبهة الغربية والتي بدأت في 21 مارس 1918 خلال الحرب العالمية الأولى. أدرك الألمان حينها أن فرصتهم المتبقية لتحقيق النصر هي هزيمة الحلفاء قبل أن تتمكن الولايات المتحدة من نشر قواتها بالكامل. كسب الجيش الألماني تفوقًا عدديًا مؤقتًا، إذ حُرّر ما يقارب 50 فرقة بسبب الانسحاب الروسي من الحرب نتيجةً لمعاهدة برست ليتوفسك.
تألف هجوم الربيع من أربع هجمات ألمانية، أطلِق عليها أسماء مايكل وجورجيت وجنايسناو وبلوشر يورك. كان مايكل هو الهجوم الرئيسي، والذي هَدَف إلى اختراق خطوط الحلفاء، والالتفاف حول القوات البريطانية (التي سيطرت على الجبهة من نهر السوم إلى القناة الإنجليزية) وهزيمة الجيش البريطاني. أمِل الألمان بمجرد تحقيق هذه الأهداف، بسعي الفرنسيين للتفاوض حول شروط الهدنة. كانت الهجمات الأخرى فرعيةً بالنسبة لمايكل وصُمّمت لشغل قوات الحلفاء عن الهجوم الرئيسي على السوم. لم يُحدَّد أي هدف واضح قبل بدء الهجمات ودائمًا ما تغير هذا الهدف بمجرد بدء العمليات وفقًا لحالة ساحة المعركة (التكتيكية).
عانى الألمان في الحفاظ على زخمهم كلما حققوا تقدمًا ما، ويرجع ذلك جزئيًا إلى المشكلات اللوجستية. لم تتمكن قوات الصدمة الألمانية سريعة التنقل من حمل ما يكفي من الطعام والذخيرة لإعالة نفسها لفترة طويلة، ولم يستطع الجيش نقل الإمدادات والتعزيزات بسرعة كافية لمساعدتهم. حشد الحلفاء قواتهم الرئيسية في المناطق الحيوية (الطرق المؤدية إلى موانئ القناة وتقاطع السكك الحديدية في أميان). تُركَت المناطق عديمة القيمة من الناحية الاستراتيجية، والتي دمرتها سنوات من الصراع، مع تحصينات هزيلة. انتهى خطر حدوث اختراق ألماني في غضون أسابيع قليلة، على الرغم من استمرار القتال المرتبط به حتى يوليو.
حقق الجيش الألماني أعمق التقدمات التي حققها أي من الجانبين على الجبهة الغربية منذ عام 1914. استعادوا المناطق التي خسروها في 1916-1917 وبسطوا سيطرتهم على بعض المناطق التي لم يسبق لهم السيطرة عليها. على الرغم من هذه النجاحات الباهرة، تكبدوا خسائر فادحة مقابل حصولهم على أرض قليلة القيمة استراتيجيًا يصعب الدفاع عنها. فشل الهجوم في توجيه الضربة التي قد تنقذ ألمانيا من الهزيمة، الأمر الذي دفع بعض المؤرخين إلى وصف الهجوم بالانتصار البيروسي. استعاد الحلفاء في يوليو 1918 تفوقهم العددي مع وصول القوات الأمريكية. استخدموا هذا التفوق في أغسطس، وحسّنوا التكتيكات بهدف شنّ هجوم مضاد. أسفر هجوم المئة يوم لاحقًا عن خسارة الألمان الأراضي التي ربحوها إثر هجوم الربيع، وانهيار خط هيندنبيرغ، واستسلام الإمبراطورية الألمانية في نوفمبر.

## التحضيرات الألمانية

### الاستراتيجية
تعرّضت القيادة الألمانية العليا -وخاصة الجنرال إريش لودندورف، قائد الأركان العامة في القيادة العليا للجيش (أوبرست هيريسليتونغ)، المقر الأعلى للجيش- لانتقادات من قبل المؤرخين العسكريين بسبب فشلهم في صياغة إستراتيجية سليمة وواضحة. اعترف لودندورف سرًا بعدم قدرة ألمانيا على الخروج منتصرةً من حرب استنزاف، لكنه لم يكن مستعدًا للتخلي عن المكاسب الألمانية في الغرب والشرق وكان أحد المعرقلين الرئيسين لمحاولات الحكومة الألمانية للتوصل إلى تسوية مع الحلفاء الغربيين.
على الرغم من عدم تأكد لودندورف من دخول الأمريكيين بقوة في الحرب، لكنه قرر في اجتماع لرؤساء أركان الجيوش الألمانية على الجبهة الغربية في 11 نوفمبر 1917، شنّ هجوم. لم تلعب الحكومة الألمانية أو المشير بول فون هيندينبيرغ، رئيس الأركان العامة شكليًا فقط، دورًا في عملية التخطيط. تقرَّر في النهاية إطلاق عملية مايكل بالقرب من سان كوينتين، عند المحور الفاصل بين الجيشين الفرنسي والبريطاني، وتوجيه الضربة شمالًا إلى أراس. كانت المنفعة التكتيكية هي السبب الرئيسي لاختيار هذه المنطقة. تجف الأرض في هذا القطاع من الجبهة في وقت أبكر بكثير من غيرها بعد أمطار الشتاء والربيع، وبالتالي سيكون من السهل التقدم عبرها. اعتُبر قطاعًا قليل الدفاعات إذ كان الجيشان البريطاني والفرنسي ضعيفين فيه.
لم يكن الهدف من العملية الوصول إلى ساحل القناة الإنجليزية، بل اختراق خطوط الحلفاء والالتفاف حول جناح الجيش البريطاني من الجنوب، ودفعه إلى الوراء باتجاه موانئ القناة أو تدميره في حال اختار البريطانيون الوقوف والقتال. صُممت عمليات أخرى مثل «عملية جورجيت» و«عملية المريخ» لضرب مزيد من المناطق الشمالية بهدف الاستيلاء على موانئ الحلفاء المتبقية في بلجيكا وفرنسا وشغل قوات الحلفاء عن عملية مايكل. على أي حال، ظلت هذه العمليات بمثابة عمليات ثانويةً وضعيفةً وفرعية بالنسبة لمايكل.
أعطى التغير المستمر في أهداف العمليات بمجرد بدء الهجوم انطباعًا بعدم امتلاك القيادة الألمانية هدفًا استراتيجيًا مترابطًا. كان أي استيلاءٍ حاصلٍ على أي هدفٍ استراتيجيٍّ مهمٍّ، مثل موانئ القناة، أو تقاطع السكك الحديدية الحيوي لأميان ليحدث بمحض الصدفة أكثر من حدوثه نتيجة تخطيط مسبق.

### التغيرات التكتيكية
حشد الجيش الألماني العديد من نخبة جنوده في قوات الصدمة الألمانية، إذ دُرّبوا على تكتيكات التسلل الحربي لاختراق خطوط العدو الأمامية وتجاوزها، تاركين هذه النقاط القوية «لتُمشَّط» من قبل القوات الرديفة. تمثّل تكتيك قوات الصدمة في مهاجمة وتعطيل مقر العدو ووحدات المدفعية ومستودعات الإمداد في المناطق الخلفية، بالإضافة إلى احتلال الأراضي بسرعة. عمَد كل تشكيل رئيسي إلى «انتخاب» أفضل وأنسب جنوده ليخدموا في قوات الصدمة؛ شُكّلَت العديد من الفرق من هذه الوحدات النخبوية. أعطت هذه الإجراءات الجيش الألماني أفضلية أولية في الهجوم، لكنها عانت في الوقت نفسه من تكبد أفضل التشكيلات خسائر فادحة أكثر من غيرها، مع انخفاض جودة التشكيلات المتبقية بعد تجريدهم من نخبة أفرادهم المُسخّرين لخدمة قوات الصدمة. فشل الألمان أيضًا في تدعيم قواتهم بقوة استغلال متنقلة، مثل فرق الخيالة، لاستغلال المكاسب بسرعة. أدى هذا الخطأ التكتيكي إلى التزام المشاة بالحفاظ على وتيرة تقدم مرهقة. غالبًا ما قامت قوات المشاة الألمانية الرديفة على الرغم من فعالية قوات الصدمة بشن هجمات على شكل موجات تقليدية كبيرة وعانت من خسائر فادحة.
لتمكين هذا الاختراق الأولي، قام المقدم جورج بروخمولر، وهو ضابط مدفعية ألماني، بتطوير فيرفالزي، (كلمة ألمانية تعني حرفيًا: النار المتدحرجة، الغطاء الناري المتدحرج)، وهي خطة فعالة واقتصادية لتطبيق الوابل المستمر. تألفت الخطة من ثلاث مراحل: أولاً، قصف قصير على قيادة العدو واتصالاته (المقر، والمبادلات الهاتفية، إلخ)؛ ثمّ تدمير مدفعية العدو؛ وأخيرًا مهاجمة دفاعات المشاة في خطوط العدو الأمامية. يُنفَّذ القصف دائمًا بشكل مختصر للاحتفاظ بعنصر المفاجأة. أمكن تطبيق تكتيكات بروخمولر بفضل الأعداد الهائلة من الأسلحة الثقيلة -مع وجود كميات وفيرة من الذخيرة لها- التي امتلكتها ألمانيا بحلول عام 1918.

## تحضيرات الحلفاء

### التكتيكات الدفاعية
طور الحلفاء بدورهم دفاعهم المتعمق، ما قلل عدد القوات في الخطوط الأمامية وأدى لسحب الاحتياطيات ومخازن الإمداد نحو الخلف خارج نطاق المدفعية الألمانية. أجري هذا التغيير بعد نجاح تجربة الاستخدام الألماني لاستراتيجية الدفاع المتعمق خلال عام 1917.
من الناحية النظرية، أمكن اعتبار الخط الأمامي بمثابة «منطقة المخافر الأمامية» (أعيد تسميتها لاحقًا باسم «المنطقة الأمامية»)، والتي سيطر عليها القناصة والدوريات ونقاط تمركز الرشاشات. وتوجد نحو الخلف، خارج نطاق المدفعية الميدانية الألمانية، «منطقة المعركة» حيث تتم مقاومة الهجوم بحزم، وتوجد أيضًا خلف منطقة المعركة، خارج نطاق كل الأسلحة النارية الألمانية باستثناء أثقلها، «منطقة خلفية» حيث تكون الاحتياطيات على أتم الاستعداد لتنفيذ هجوم مضاد أو منع حدوث الاختراقات. من الناحية النظرية، نشرت فرقة المشاة البريطانية (مع تسع كتائب مشاة) ثلاث كتائب في منطقة المخافر الأمامية وأربع كتائب في منطقة المعركة وكتيبتين في المنطقة الخلفية.
لم يُنفَّذ هذا التغيير بصورة كاملة من قبل الحلفاء. وعلى وجه الخصوص، في القطاع الذي سيطر الجيش البريطاني الخامس عليه بدلًا من الوحدات الفرنسية في ذلك الوقت، حيث كانت الدفاعات غير مكتملة مع عدد قليل جدًا من القوات التي حافظت على تمركزها الكامل بالعمق. وُجدت المنطقة الخلفية لرسم الخطوط العريضة فقط، وتكوّنت منطقة المعركة من «معاقل» من الكتائب غير المتآزرة (ما سمح لقوات الصدمة بالاختراق بينها).